# Werkstraf
Werkstraf of taakstraf is een hoofdstraf die inhoudt dat de veroordeelde in zijn vrije tijd onbetaalde arbeid moet uitvoeren. In België hanteert men de naam werkstraf, terwijl taakstraf in Nederland de gangbare naam is. De taakstraf bestaat in Nederland uit een het verrichten van onbetaalde arbeid, het verrichten van arbeid tot herstel van de door het strafbare feit aangerichte schade of een leerstraf. De leerstraf is daar vervallen in het volwassenenstrafrecht en kan, evenals het verrichten van arbeid tot herstel van schade, slechts opgelegd worden in het jeugdstrafrecht.

## Werkstraf in België
De arbeid mag niet uitgevoerd worden in de vorm van een vervangingsovereenkomst en wordt bemiddeld door het Justitiehuis. De werkstraf wordt vaak uitgesproken in combinatie met begeleidende maatregelen. Wanneer de werkstraf niet naar behoren of onvolledig wordt uitgevoerd, kan er alsnog, via de probatiecommissie, een gevangenisstraf of geldboete uitgesproken worden.
De werkstraf kan 20 tot 300 uur duren, afhankelijk of ze uitgesproken wordt als een politiestraf (45 uur en minder) of als een correctionele straf (45 uur en meer). Ze wordt steeds opgelegd door een rechter bij aanwezigheid van de veroordeelde. Soms zal de rechter in zijn vonnis aanwijzingen geven met betrekking tot de invulling van de werkstraf.
Ook minderjarigen kunnen in België van de jeugdrechter een prestatie van algemeen nut en opvoedkundige aard krijgen. De werkstraf wordt georganiseerd en opgevolgd door HCA-diensten (Herstelgericht en Constructieve Afhandelingen).

## Taakstraf in Nederland
Tot 2001 heette de taakstraf voor volwassenen nog 'onbetaalde arbeid ten algemene nutte'. Zij was een alternatief voor een celstraf. De veroordeelde moest zelf aan de officier van justitie voorstellen om de celstraf om te zetten in een taakstraf. Na de naamswijziging in 2001 is zij hoofdstraf geworden, waarvoor de instemming van de veroordeelde niet meer vereist is voor oplegging van de sanctie. De taakstraf voor volwassenen bestaat uit onbetaalde arbeid die ten dienste van de samenleving komt. Zij heeft als doel daders weer ritme, arbeidsethos en omgaan met collega's en een leidinggevende te leren. Volgens Reclassering Nederland is daarnaast - in het geval van korte straffen van hooguit drie maanden - de kans op recidive bij een taakstraf lager, omdat de gevangenen bij een celstraf bijvoorbeeld hun werk of woning kwijtraken en daardoor bij vrijlating makkelijker weer de fout in gaan.
De taakstraf voor volwassenen mag maximaal 240 uur beslaan. Bij een strafbeschikking van de officier van justitie geldt een maximum van 180 uren. Tot 2012 kon de taakstraf voor volwassenen ook bestaan uit een leerstraf die bestond uit het verplicht volgen van een leerproject. Daarvoor in de plaats zijn bijzondere voorwaarden gekomen. Op de uitvoering van taakstraffen voor volwassenen wordt toegezien door de reclassering. Reclassering Nederland houdt toezicht op de uitvoering van 30.000 tot 35.000 taakstraffen. Daarnaast ziet ook het Leger des Heils toe op de uitvoering van taakstraffen.
Artikel 22b van het Wetboek van Strafrecht bepaalt dat een taakstraf niet wordt opgelegd in geval van veroordeling voor een misdrijf waarop naar de wettelijke omschrijving een gevangenisstraf van zes jaren of meer is gesteld en dat een ernstige inbreuk op de lichamelijke integriteit van het slachtoffer ten gevolge heeft gehad, of een van de misdrijven omschreven in de artikelen 181, 240b, 248a, 248b, 248c en 250. Het gaat om enkele ernstige gewelds- en zedenmisdrijven.
De term taakstraf wordt ook wel gebruikt voor het verrichten van onbetaalde arbeid gedurende maximaal 120 uur in het kader een transactieaanbod van de officier van justitie om strafvervolging te voorkomen. Formeel is dit geen straf.
In het jeugdstrafrecht werd de werkstraf officieel in 1995 ingevoerd onder de naam 'alternatieve sanctie'. De rechter kon de alternatieve sanctie slechts opleggen na een aanbod daartoe van de jeugdige. In 2001 werd ook de alternatieve sanctie omgedoopt tot taakstraf en werd zij een hoofdstraf waarvoor de instemming van de jeugdige niet vereist is. De taakstraf voor jeugdigen bestaat uit een werkstraf, zijnde onbetaalde arbeid of herstelwerkzaamheden, een leerstraf die bestaat uit het volgen van een leerproject, of een combinatie van werk- en leerstraf. De werk- of leerstraf duurt ten hoogste tweehonderd uur. Bij een combinatie van werk- en leerstraf bedraagt het maximum 240 uur.

## Effectiviteit werkstraf
De Leidsche criminoloog Paul Nieuwbeerta publiceerde in 2009 een onderzoek naar de effectiviteit van de werkstraf. Hij onderzocht samen met onder meer het Studiecentrum Criminaliteit en Rechtshandhaving (NSCR) ruim zevenduizend daders van achttien tot vijftig jaar die in 1997 een werkstraf kregen opgelegd. De groep is over een periode van acht jaar vergeleken met 3.500 daders die door de rechter tot een gevangenisstraf van maximaal zes maanden werden veroordeeld. Uit het wetenschappelijke onderzoek blijkt dat werkgestraften 47% minder vaak recidiveren dan gevangenisgestraften.
Een Zwitsers experiment in 2010 toonde echter aan dat mensen die een lichte celstraf kregen niet vaker recidiveren dan mensen die een werkstraf kregen. "Het verschil met het voorgaande onderzoek was dat in dit onderzoek willekeurig een celstraf of taakstraf werd opgelegd zodat beide groepen meer op elkaar leken. In eerdere studies bepaalde de rechter wie welke straf kreeg opgelegd. Dat leidt tot een vertekend beeld, omdat rechters verdachten met relatief gunstige kenmerken eerder in aanmerking laten komen voor een taakstraf", aldus de NRC.

## Basisprincipes
Een werkstraf wordt in België uitgevoerd binnen non-profitorganisaties, zorginstellingen, clubs, verenigingen,  kerkelijke of burgerlijke overheidsinstanties en dergelijke.
Een werkstraf moet in de vrije tijd van de veroordeelde worden uitgevoerd. Wanneer een veroordeelde niet voldoende vrije tijd heeft, wordt hij of zij geacht deze tijd zelf vrij te maken (bijvoorbeeld verlof nemen van werk). Wanneer de werkstraf niet goed wordt uitgevoerd, kan deze alsnog in een celstraf worden omgezet.
Ook zou het tewerkstellen van werkgestraften binnen een commercieel bedrijf concurrentievervalsing teweegbrengen. Deze doelen zijn niet geheel hard te maken, want als iemand een werkstraf uitvoert in de afwaskeuken van een ziekenhuis, dan is dat in principe vaak bij een commercieel bedrijf. Veel keukens van ziekenhuizen zijn namelijk in handen van cateraars.
Een celstraf heeft een vaste verhouding van 60 uur werkstraf per maand celstraf.
In Nederland kan de werkstraf uitgevoerd worden op een individueel project zoals non-profitorganisaties (zorginstellingen, clubs, verenigingen, overheidsinstanties en dergelijke). Daarnaast heeft de reclassering eigen groepsprojecten die onder toezicht staan van een werkmeester. De medewerker werkstraffen van de reclassering bepaalt waar de veroordeelde geplaatst wordt.

### Groepsprojecten
Zo'n 40% van de werkgestraften wordt op een groepsproject van de reclassering geplaatst. Groepsprojecten staan onder leiding van werkmeesters van de reclassering. De werkgestraften werken bijvoorbeeld in de groenvoorziening, onderhouden parken en plantsoenen, groenstroken en rapen vuil. Ook wordt er werkgestraften te werk gesteld in natuurgebieden.

### Individuele projecten
Zo'n 60% van de werkgestraften wordt op een individueel project geplaatst, zoals in een spoelkeuken van een bejaardentehuis.